# Изяславичи Полоцкие
Изяславичи Полоцкие или Рогволодовичи (от летописного «Рогволожи внуци») — старшая ветвь династии Рюриковичей, обособившаяся раньше остальных в самостоятельную полоцкую княжескую династию (первую удельную династию Рюриковичей), ведущую по материнской линии своё происхождение от полоцкого князя Рогволода, через его дочь Рогнеду.
Название «Изяславичи Полоцкие» эта династия получила по имени внука князя Рогволода — Изяслава Владимировича (умер в 1001), сына великого князя киевского Владимира Святославича и его супруги Рогнеды Рогволодовны, дочери князя Рогволода. Вследствие этого все полоцкие князья Рюриковичи также назывались «Рогволожьими внуками».

## История
Белорусский историк М. Н. Самонова придерживается версии о происхождении князя Рогволода с территории Норвегии, считая его представителем новой более поздней волны варяжского освоения восточно-славянских земель. На основе проведенного в своём исследовании анализа ряда древнескандинавских источников приходит к выводу о наиболее вероятной принадлежности князя Рогволода роду представителя высшей норвежской знати IX века Рёгнвальда Эйстейнссона, ярла Мёра, который мог быть Рогволоду дедом или прадедом.
Великий князь Владимир Святославич взял в жёны гордую своевольную полоцкую княжну Рогнеду насильно, убив её отца и братьев. По легенде о Рогнеде, их сын Изяслав стал киевским наместником в Полоцке после неудачного покушения Рогнеды на своего супруга Владимира Святославича, при этом малолетний Изяслав с мечом в руках заступился за мать перед отцом. По совету бояр Владимир выслал Рогнеду с Изяславом в отведённую им в удел Полоцкую землю, в специально для этого основанный Владимиром в верховьях реки Свислочь и названный в честь сына город Изяславль (современный Заславль). Это предопределило дальнейшее правление Изяслава Владимировича в Полоцке и образование полоцкой ветви Рюриковичей как первой и самостоятельной удельной династии.
М.Н. Самонова приходит к выводу также, что факт возвращения родовой собственности — Полоцкого княжества князем Владимиром Святославичем во владение супруге Рогнеде с их сыном Изяславом с последующим возникновением и обособлением от прочих Рюриковичей полоцкой княжеской династии был обусловлен существовавшими скандинавскими и восточнославянскими (русскими) правовыми обычаями того времени, по которым в подобных случаях сын переходил в род деда по матери, и тем самым Изяслав стал продолжателем князя Рогволода. В связи с этим полагает обозначение «Рогволодовичи-Изяславичи» юридически и генеалогически наиболее правильным и точным для возникшей в результате полоцкой княжеской династии.
По смерти Изяслава Владимировича его отец, великий князь киевский, не стал присылать в Полоцк одного из младших своих сыновей (как это делалось в других княжествах Руси согласно существовавшему лествичному порядку), и в Полоцке начали править сыновья Изяслава Владимировича — Всеслав Изяславич, затем Брячислав Изяславич, который стремился к осуществлению независимой от Киева политики. Ему наследовали его потомки. Так в Полоцке раньше остальных земель возникла своя династия — обособленная старшая ветвь Рюриковичей, получившая право передавать свою землю по наследству и потерявшая право претендовать на раздел остальных земель.
Историк Н. М. Карамзин отмечает, что первые князья этой ветви (Брячислав Изяславич и Всеслав Брячиславич) конфликтовали с Ярославом Мудрым и его потомством из-за претензий на киевский великокняжеский престол, считая себя его законными наследниками после смерти Владимира Святого ввиду того, что родоначальник полоцкой ветви Рюриковичей (их отец и дед князь Изяслав Владимирович) был старшим братом Ярослава Мудрого (потомки которого становились последующими великими князьями). Следовательно, полоцкие Рюриковичи, как старшая ветвь, имели больше прав на великокняжеский престол, однако, получили отпор и прекратили борьбу. При этом в дальнейшем полоцкие князья не стремились на киевский великокняжеский стол. Единственным полоцким князем, занявшим престол в Киеве, был внук Изяслава Владимировича — Всеслав Брячиславич, который на непродолжительное время стал великим князем киевским по воле случая, в результате киевского восстания 1068 года.
Всеслав Брячиславич умер в 1101 году. После него остались шестеро сыновей — Рогволод (по другой версии, его имя — Борис), Глеб Минский, Роман, Давыд, Святослав Витебский и Ростислав. Начиная с них, сохранившиеся сведения о дальнейшей истории династии становятся довольно противоречивыми, неточными и весьма неполными. Например, даже точно не установлено, в каком порядке были рождены сами Всеславичи.
После разделения полоцкого княжества на уделы и появления соответствующего им ряда династических линий (Витебской, Друцкой, Минской и других) удельных полоцких князей в составе полоцкой ветви Рюриковичей изначальное общеродовое название «полоцкие князья» продолжало употребляться в отношении всех представителей этой ветви Рюриковичей в целом. В общем смысле полоцким князем продолжали называть представителя любой из линий этой ветви, независимо, каким именно из уделов Полоцкой земли он владел.
Последним Рюриковичем, правившим непосредственно в самом Полоцке, был, видимо, Брячислав Василькович, умерший в 1240-х годах, после чего на полоцком престоле появляются князья из Литвы. В Витебске потомки Изяслава Владимировича правили дольше — до 1320 года, когда умер не оставивший сыновей князь Ярослав Василькович, и Витебское княжество перешло к его зятю — Ольгерду. Оба этих последних полоцких князя-Рюриковича происходили от Святослава Всеславича, родоначальника Витебской линии полоцкой ветви Рюриковичей.
Так как Ярослав Мудрый тоже являлся сыном Рогнеды, все Рюриковичи фактически являлись потомками Рогволда по женской линии. Однако именно полоцкие князья подчёркивали это происхождение. Среди Изяславичей были распространены свойственные только им характерные династические княжеские имена, не принятые у других ветвей Рюриковичей — Рогволод, Брячислав, Всеслав.
Генеалогия полоцких Рюриковичей, начиная с XII века, довольно запутана, противоречива и крайне неполна. В XIII—XIV веках представители этой ветви Рюриковичей активно вступали в брачные союзы с Гедиминовичами. Представителями полоцкой ветви Рюриковичей, прямыми потомками полоцких князей, предположительно являются несколько литовско-русских родов неясного происхождения, в том числе князья Буйницкие, Друцкие, Лукомские, Мошковские, Сенские и ряд других.

## Старшинство Всеславичей
Порядок старшинства братьев дискуссионен. Возможно, единственный современный Всеславичам их список сохранила Ипатьевская летопись в статье под 1140 годом. Сообщая о возвращении на Русь двух княжичей, летописец поясняет, что некогда (в 1130 году) в Византию были сосланы Всеславичи — Давид, Ростислав, Святослав и два Рогволодовича. В поздних Ростовской (не сохранилась), Воскресенской летописях и Московском своде указываются имена Рогволодовичей — Василий, Иван. Два Рогволодовича, по мнению Б. Н. Флори, — сыновья Рогволода Всеславича, реальность которого также дискуссионна. Полнота списка, а ещё более достоверность позднейших его дополнений сомнительна. Возможно, дополняя список, позднейший летописец сбился со счёта поколений. В любом случае, рассматривая только сыновей Всеслава Брячиславича, основная задача исследователей — разместить относительно Давыда, Ростислава и Святослава других известных Всеславичей, а именно Бориса (см. Рогволод или Борис), Глеба и Романа, которые умерли ранее 1130 года. Задача эта решается историками по-разному. Решение осложняется тем, что в источниках полоцким князем называется не только держатель старшего (собственно полоцкого) стола, но и любой представитель рода — всей полоцкой ветви Рюриковичей.
Часто у историографов встречается ещё один список Всеславичей — Давид, Борис и Глеб. По мнению Л. В. Алексеева (за ним Л. В. Войтовича), в таком порядке Всеславичи упомянуты в сочинении Даниила Мниха. В действительности же, по мнению В. Л. Янина, Даниил Мних в 1106—1108 годах среди старших русских князей упоминает только двух Всеславичей — Бориса и Глеба, а возможно и вовсе одного Глеба Минского. Давыд Всеславич, несомненно, появился в позднейших искажённых переписчиками списках сочинения Даниила Мниха. В 1106—1108 годах все Всеславичи были ещё живы, поэтому из свидетельства Даниила Мниха можно сделать вывод о старшинстве среди них Бориса и Глеба.
Важное значение в определении старшинства Всеславичей имеют их имена. Исследователями отмечено, что четверо из братьев наречены в честь святых Бориса и Глеба (в крещении Романа и Давида). В связи с этим, ряд исследователей предполагает некую логику в очерёдности наречения. По мнению А. А. Мельникова, два старших Всеславича были наречены в честь св. Бориса, старшего из святых братьев, первый — светским именем святого (Борис), второй — крестильным (Роман). Третий и четвёртый сыновья Всеслава Брячиславича были наречены в таком же порядке в честь св. Глеба, то есть третий — Глебом, четвёртый — Давыдом. Л. В. Войтович считает, что за наречением Борисом всегда следует наречение Глебом. Соответственно, следуя логике Войтовича, за наречением Романом должно быть наречение Давыдом. Так как Войтович считает Давыда Всеславича старше Бориса и Глеба, то самым старшим из братьев в таком случае должен являться Роман Всеславич. Другие исследователи предлагают иные последовательности, хотя нет уверенности, что Всеслав Брячиславич придерживался какой-либо очерёдности в наречении сыновей. К этому добавляется проблема тождества Бориса и Рогволода (см. Рогволод или Борис), а также сомнения в самом существовании Рогволода Всеславича. Часть историографов допускает справедливость замечания, что Всеслав Брячиславич, вероятно, мог наречь Рогволодом своего первенца. Другие считают, что наречение Рогволодом могло случиться только после конфликта 1060-х годов, и относят Рогволода к младшим сыновьям. Таким образом, основываясь только на анализе родовых (княжеских) и крестильных имён, без привлечения иного исторического материала, определить старшинство братьев не представляется возможны, но ряд исследователей поступает именно так.
Обычно старший сын после отца занимал его престол. Однако, у историков нет единого мнения, к кому после смерти Всеслава Брячиславича в 1101 году перешёл непосредственно сам Полоцк, как главный престол всей Полоцкой земли. Учитывая сообщение Даниила Мниха, можно полагать, с 1101 года в Полоцке княжил Борис Всеславич, чему есть ряд подтверждений. Мнение о занятии Борисом Всеславичем полоцкого стола только в 1128 году противоречит «Житию» Евфросинии Полоцкой — около 1120 года полоцкий князь Борис основал Спасский монастырь близ Полоцка. С деятельностью Бориса Всеславича связывают и основание в начале XII века города Борисова. Возведение крепости на южной границе своего удела, на пути с юга на север Полоцкой земли, в контексте активности Глеба Минского, выглядит логичным для князя Полоцка. Также с деятельностью Бориса Всеславича связывают памятники эпиграфики — «Борисовы камни», расположенные на момент создания на территории полоцкого, а не иного удела Полоцкой земли. Такое мнение не ново, в XVI веке Борисов и Борисовы камни также связывали с полоцким князем Борисом. Наконец, княжескую резиденцию с Борисо-Глебским монастырём в Бельчицах около Полоцка также связывают с деятельностью Бориса Всеславича. Видимо, справедливо замечание, что совокупность сведений о Борисе Всеславиче не согласуется с мнением о его кратком пребывании на полоцком столе. Вероятно, правы те, кто считает Бориса Всеславича преемником отца и полоцким князем в 1101—1128 годах. Последнее, в свою очередь, согласуется с выводами о старшинстве Бориса Всеславича на основании его имянаречения. В пользу версии о старшинстве Бориса Всеславича (с учётом возможной тождественности Бориса и Рогволода) также может свидетельствовать и мнение Б. Н. Флори о двух Рогволодовичах — Василии и Иване, как о сыновьях Рогволода Всеславича. Это позволяет исключить ряд предполагаемых последовательностей рождения сыновей Всеслава Брячиславича, как минимум те, которые начинаются не с Бориса Всеславича.

## Родословная роспись полоцких князей
- Изяслав Владимирович (около 978/979 — 1001), князь Полоцкий примерно с 987
  - Всеслав Изяславич ум. 1003, князь Полоцкий 1001—1003
  - Брячислав Изяславич ок. 997—1044, князь Полоцкий 1003—1044, князь Витебский и Усвятский 1021—1044
    - Всеслав Брячиславич Чародей ок. 1030-14 апреля 1101, князь Полоцкий 1044—1068, 1070, 1071—1101, великий князь Киевский 15 сентября 1068 — апрель 1069
      - Рогволод-Борис Всеславич до 1057-нач. 1128, князь Полоцкий 1127-нач.1128, родоначальник Друцкой ветви
        - Рогволод (Василий) Борисович ум. после 1171, князь Полоцкий 1144—1151, 1159—1162, князь Друцкий 1127—1129 1140-1144 1158—1159, 1162-после 1171; жена: с 1143 N Изяславна, дочь Изяслава II Мстиславича
          - Глеб Рогволодович ум. ок. 1186, князь Друцкий после 1171-ок. 1186.
          - Борис Рогволодович
          - Всеслав Рогволодович ум. после 1186, князь Друцкий с ок. 1186
          - Евфросиния Рогволодовна ум. 8 мая 1243; муж: Ярослав Владимирович Торопецкий ум. ок. 1245, князь Изборский, князь Новоторжский и князь Псковский

        - Иван Рогволодович ум. после 1139
        - Звенислава Борисовна (Рогволодовна) до 1127-после 1173, инокиня Евпраксия

      - Глеб Всеславич ум. 13 сентября 1119, князь Минский 1101—1119, родоначальник Минской ветви; жена: с 1090 Анастасия Ярополковна (1074-8 января 1159), дочь Ярополка Изяславича, князя Владимиро-Волынского
        - Ростислав Глебович ум. ок. 1165, князь Минский 1146—1151, 1159—1165(?), князь Полоцкий 1151—1159; жена: Софья Ярославна ок. 1111—1158, дочь Ярослава Святополчича, князя Владимиро-Волынского
          - Святослав Ростиславич ум. после 1196[22]
            - Ростислав Святославич ум. после 1196[22]

          - Глеб Ростиславич ум. после 1163, князь Друцкий 1151—1158

        - Володарь Глебович ум. после 1167, князь Городцовский 1146—1167(?), князь Минский 1151—1159, 1165(?)-1167, князь Полоцкий 1167
          - Владимир Володаревич ум. после 1182, князь Минский 1167—1186, обычно отождествляется с Владимиром (ум. 1215), князем Полоцким с 1186.
          - (предположительно) Софья Володаревна 1136—1183; 1-й муж: с 1154 Вальдемар I Великий 14 января 1131-12 мая 1182, король Дании; 2-й муж: с 1184 Людвиг III Короткий ок.1152-16 октября 1190, ландграф Тюрингии

        - Всеволод Глебович ум. 1159/62, князь Изяславский 1151—1159, князь Стрежевский 1159-до 1162
        - Изяслав Глебович ум. 14 мая 1134

      - Роман Всеславич ум. 1114/6, князь Друцкий (?) 1101-?; жена: N, после смерти мужа постриглась в монахини в Витебске.
      - Давыд Всеславич 1047/57-после 1129, князь Полоцкий 1101—1127.
        - Брячислав ум. после 1159/до 1180, князь Изяславский 1127/28-1129, 1159-до 1180; жена: с 1125 Ксения Мстиславна, дочь Мстислава I Великого
        - Микула ум. до 1180
          - Всеслав Микулич ум. 1180—1186, князь Логожский
          - Изяслав Микулич ум. 1184

        - Володша ум. после 1159/до 1180
          - Брячислав, ум. до 1180
            - Василько, ум. ?-после 1180

          - Андрей Володшич ум. после 1180

      - Ростислав Всеславич 1070-после 1140, князь Лукомльский (?) 1101—1129, по одной из версий является предком всех литовских князей[К 6]
        - Вячеслав Ростиславич; жена: N Вячеславна, дочь Вячеслава Владимировича, великого князя Киевского
          - Роман Вячеславич ум. после 1165, князь Витебский ?-1165, князь Василевский 1165-?

      - Святослав Всеславич ум. после 1129, князь Витебский 1101—1129, родоначальник Витебской линии; жена: Софья Владимировна, дочь Владимира II Всеволодовича Мономаха
        - Предслава Святославна до 1130-23 мая 1173, монахиня (преподобная Евфросинья Полоцкая), канонизирована православной церковью
        - Гордислава Святославна до 1130-после 1173, инокиня Евдокия.
        - Василько Святославич, князь Полоцкий 1132—1144, князь Витебский (?) 1130—1132
          - Всеслав Василькович ум. ок. 1186, князь Витебский 1132—1162, до 1175—1178, после 1180-около 1186, князь Полоцкий 1162—1167, 1167-до 1175, 1178-после 1180; жена: N Романовна, дочь Романа Ростиславича, князя Смоленского
            - N Всеславна Полоцкая; муж: с 3 февраля 1174 Ярополк Ростиславич ум. после 1196, князь Владимирский

          - Ольга Васильковна, монахиня (инока Евдокия)
          - Брячислав Василькович ум. ок. 1186, князь Изяславский 1158—1159, князь Витебский 1168-до 1175, 1178-после 1181
            - Василько Брячиславич ум. ок. 1221, князь Витебский ок. 1186-ок. 1221; жена: N Давыдовна, дочь Давыда Ростиславича, князя Смоленского
              - Брячислав Василькович ум. после 1241, князь Витебский ок. 1221-ок. 1232, князь Полоцкий 1232-после 1241
                - N Брячиславич
                - Александра (Параскева) Брячиславна; муж: с 1239 Александр I Ярославич Невский, великий князь Владимирский 1252-14 ноября 1263
                - N Брячиславна; муж: Товтивил ум. 1263/4, князь Полоцкий 1254[24]/1258 — конец 1263/начало 1264[25][26][27][28]
                  - Георгий (Юрий)

                - Константин Безрукий ум. после 1270-е
                  - Михаил Константинович
                  - N Константинович

                - Изяслав Брячиславич ум. ок. 1264, князь Витебский 1264
                  - Изяслав Изяславич ум. 1265

                - Василько Брячиславич[источник не указан 4839 дней] ум. 1297, князь Витебский после 1264—1297
                  - Ярослав Васильевич ум. 1320, князь Витебский 1297—1320
                    - Мария Ярославна ум. 1346; муж: с 1318 Ольгерд, великий князь Литовский ок.1296-май 1377

              - Васильковна (имя Любава известно только по Татищеву); муж: с 1209 Всеволод Большое Гнездо, великий князь Владимирский 1176-14 апреля 1212

            - Всеслав Брячиславич ум. после 1180

          - Изяслав Василькович ум. до 1185
          - Мария Васильковна; муж: с 1143 Святослав Всеволодович ум. 7 июля 1194, князь Черниговский и великий князь Киевский
          - Всеволод Василькович ум. после 1185

        - Вячко Святославич ум. после 1167, князь Усвятский, князь Витебский 1162—1167
          - Кириния Вячеславна, монахиня (инока Агафья)
          - Ольга Вячеславна, монахиня (инока Евфимия)

        - Давыд Святославич ум. после 1173
          - Борис Давыдович ум. 1186, князь Полоцкий ок. 1180—1186; 1-я жена N; 2-я жена Святохна, возможно дочь Казимира II, князя Поморско-Демминского
            - (1) Вячко Борисович 1175/80-1224, князь Кукейносский до 1203—1208, князь Юрьевский 1223—1224
              - Софья Вячеславна ум. после 1269; 1-й муж с 1229 Дитрих Младший фон Кокенгузен ум. 1245/54; 2-й муж с 1254 Бернард де Гейе ум. после 1254

            - (1) Всеволод (Василько ?) Борисович (ум. после 1225), князь Герсикский ? — после 1225; жена: N, дочь Даугеруте, литовского князя
              - N Всеволодовна; 1-й муж: Конрад фон Мейендорф ум. после 1224; 2-й муж: Иоганн фон Бардевис ум. после 1257

            - (2) Владимир Войцех Борисович ум. после 1217